# 八紘一宇
八紘一宇（はっこういちう、旧字体：八紘一宇、英語: Eight crown cords, one roof）、または八紘為宇（はっこういう、旧字体：八紘爲宇）とは、「天下を一つの家のようにすること」または「全世界を一つの家にすること」を意味する語句であり、「天皇総帝論」、「唯一の思想的原動力」等ともいう。『日本書紀』の「八紘（あめのした）を掩（おお）ひて宇（いえ）にせむ」を、全世界を一つの家のようにすると解釈したもの。

## 概要
『ブリタニカ国際大百科事典 小項目事典』、『大辞泉』、『大辞林』は、「八紘一宇」とは第二次世界大戦中、日本の中国・東南アジアへの侵略を正当化するスローガンとして用いられたと記す。確かに『日本書紀』には、大和橿原に都を定めた時の神武天皇の詔勅に「兼六合以開都，掩八紘而為宇」（六合〈くにのうち〉を兼ねて以て都を開き、八紘〈あめのした〉を掩いて宇〈いえ〉と為す）との記述があり、これを元に田中智学が日本的な世界統一の原理として1903年（明治36年）に造語したものである。
『日本書紀』の記述は「八紘為宇（掩八紘而為宇）」であるが、1940年（昭和15年）8月に、第二次近衛内閣が基本国策要綱で大東亜新秩序を掲げた際、「皇国の国是は八紘を一宇とする肇国（ちょうこく、建国の意）の大精神に基づく」と述べ、これが「八紘一宇」の文字が公式に使われた最初となった。近衛政権が「八紘一宇」という語を述べた西暦1940年は皇紀(神武紀元)2600年に当たり、「八紘一宇」は1940年の流行語になり、政治スローガンにもなった。1940年の近衛政権以来、教学刷新評議会の「国体観念をあきらかにする教育」を論ずる中などで頻繁に使用され、「大東亜共栄圏の建設、延いては世界万国を日本天皇の御稜威(みいづ)の下に統合し、おのおのの国をしてそのところを得しめようとする理想」を表明するものとして引用使用された。
第二次世界大戦に至る中で、「八紘一宇」は「天皇総帝論」であり、それはまた

- 「唯一の思想的原動力」
- 「天皇中心の世界一体観」
- 「大宇宙をも包含するが如き深遠宏大なる日本肇国理念」
- 「真日本の発見」
- 「純なる日本的世界観」
- 「古事記の発見」

- 「天皇政治の世界性」
- 「大和民族の宿志」
- 「大和民族本来の世界史的使命]
- 「神武天皇が抱懐せられたる世界史的御雄図」
- 「惟神（かんながら）的世界観」

等であると認識されていった。こうした八紘一宇・天皇総帝論の由来は、「天皇信仰の主唱者」「世紀の予言者」と呼ばれていた幕末の国学者・大国隆正が唱えた議論だった。これは要するに、天皇は世界の皇帝たちよりも上の地位にあり、歴史の「必然」として世界の「総帝」であるという主張だった。八紘一宇においては、天皇が「現人神」「真神」などと見なされるようにもなった。このようにして、大国隆正のような国学者たちが足がかりにされ、「八紘一宇」が日本建国の理念へと結合されて、「伝統の発明」が完成した。

## 用語の整理

### 日本書紀における出典
この言葉が日本でよく知られるようになったのは『日本書紀』巻第三・神武天皇即位前紀己未年三月丁卯条の「令」（いわゆる橿原奠都の詔）である。
この意味について、記紀において初代天皇とされている神武天皇を祀っている橿原神宮は以下のように説明をしている。

### 「八紘為宇」及び「八紘一宇」の混同
日本書紀の元々の記述によれば「八紘為宇」である。「八紘一宇」というのはその後、戦前の大正期に日蓮主義者の田中智學が国体研究に際して使用し、縮約した語である。ただし現代では、「為宇」の文字が難解であるため、「八紘一宇」の表記が一般的となっており、神武天皇の神勅について言及する際にも「一宇」が用いられる例がしばしば存在する。また「八紘」という表現は古代中国でしばしば用いられた慣用句を元としている。
この言葉が日本でよく知られるようになったのは上記に参照した『日本書紀』巻第三・神武天皇即位前紀己未年三月丁卯条の「令」（いわゆる橿原奠都の詔）からの引用である。ここで「八紘」とは、
に見ることができる。すなわち「8つの方位」「天地を結ぶ8本の綱」を意味する語であり、これが転じて「世界」を意味する語として解釈されている。また、「一宇」は「一つ」の「家の屋根」を意味している。
それ以後「八紘」の語は世界と同義語として若干使われた形跡がある。たとえば箕作阮甫が1851年（嘉永4年）に著した『八紘通誌』は、世界地理の解説書である。しかし大正期までこの言葉は文人が時々用いる雅語どまりで、それほど用例が豊富ではなかった。

### 古代中国で用いられた慣用句の影響
このような表現は中国の正史『後漢書』・『晋書』にもあり、例えば『晋書』では晋の武帝、司馬炎が三国志でも有名な呉・蜀を滅ぼし中国全土を統一したことを「八紘同軌」といっている。なお『晋書』は「天壌無窮」の典拠だともされる。
津田左右吉の説によれば、『日本書紀』は『「文選』に見えている王延寿の魯霊光殿賦のうちの辞句をとってそれを少し言い変えたもの」といい、元来は「（大和地方は服属したが、さしあたって橿原に皇居を設けることにするが、大和以外の地方はまだ平定してないゆえ）日本の全土を統一してから後に、あらためて壮麗な都を開き、宮殿を作ろう」という意味だという。
これに対し小島憲之は、「兼六合以開都、掩八紘而為宇」の出典を左思の蜀都賦の「蓋兆基於上世、開国於中古。廓霊関以為門、包玉塁而為宇。帯二江之双流、抗峨眉之重阻。水陸所湊、兼六合而交会焉。豊蔚所盛、茂八区而菴藹焉。」や呉都賦の「古先帝代、曽覧八紘之洪緒、一六合而光宅。」に求め、「魯霊光殿賦よりも寧ろ蜀都賦に出典を求むべきであることは両賦の比較によつて自ら明かであらう。」と述べた。
さらに井上了も、魯霊光殿賦の「廓宇宙而作京。」や「宅附庸而開宇。」を「『書紀』の直接の出典とするのは無理があろう。」と津田説を批判し、曹植の大暑賦の「壮皇居之瑰瑋兮、歩八紘而為宇。節四運之常気兮、逾太素之儀矩。」や与楊徳祖書の「吾王於是設天網以該之、頓八紘以掩之、今尽集茲国矣。」という用例を指摘した。

## 受容と変容

### 第一次大戦後〜第二次大戦中

#### 田中智學による国体研究
大正期に日蓮宗から在家宗教団体国柱会を興した日蓮主義者・田中智學が「下則弘皇孫養正之心。然後」（正を養うの心を弘め、然る後）という神武天皇の宣言に着眼して「養正の恢弘」という文化的行動が日本国民の使命であると解釈、その結果「掩八紘而為宇」から「八紘一宇」を道徳価値の表現として造語したとされる。これについては1913年（大正2年）3月11日に発行された同団体の機関紙・国柱新聞「神武天皇の建国」で言及している。田中は1922年（大正11年）出版の『日本国体の研究』に、「人種も風俗もノベラに一つにするというのではない、白人黒人東風西俗色とりどりの天地の文、それは其儘で、国家も領土も民族も人種も、各々その所を得て、各自の特色特徴を発揮し、燦然たる天地の大文を織り成して、中心の一大生命に趨帰する、それが爰にいう統一である」と述べている。もっとも、田中の国体観は日蓮主義に根ざしたものであり、「日蓮上人によって、日本国体の因縁来歴も内容も始末も、すっかり解った」と述べている。
八紘一宇の提唱者の田中は、その当時から戦争を批判し死刑廃止も訴えており、軍部が宣伝した八紘一宇というプロパガンダに田中自身の思想的文脈が継承されているわけではない。田中は1923年（大正12年）11月3日、社会運動組織として立憲養正會を創設。「養正」の語も神武天皇即位前紀から取られている。立憲養正會は1929年（昭和4年）智學の次男、田中澤二が総裁となると、政治団体色を強め、衆議院ほか各種選挙に候補を擁立。衆議院の多数を制し、天皇の大命を拝し、合法的に「国体主義の政治を興立」することを目標とした。その後、同会は一定の政治勢力となり、田中耕が衆議院議員を2期務めたほか、地方議会や農会には最盛期で100人を超す議員が所属したが、新体制運動や大政翼賛会を批判していたことで弾圧の対象となり、1942年（昭和17年）3月17日に結社不許可処分を受け、解散に追い込まれた。日蓮主義を政治に実現しようとすることは、軍部などが言う国体を無視する思想であると見なされたためである。同年の第21回衆議院議員総選挙（いわゆる「翼賛選挙」）では、現職の田中耕ほか元会員37名が無所属で立候補したものの、全員が落選している。戦後に同会より衆議院議員に当選した齋藤晃は、当時「護国の政治運動を展開していたが、大政翼賛会や憲兵から弾圧を受けた」という。田中澤二は公職追放となったものの、同会組織は復活し、再び衆議院に議席を獲得した。日本国憲法施行後も同会公認の浦口鉄男が衆議院議員に当選。浦口は他の小政党所属議員とともに院内会派を結成し、政権野党として活動した。

#### 二・二六事件における言及
1936年（昭和11年）に発生した二・二六事件では、反乱部隊が認（したた）めた「蹶起趣意書」に、「謹んで惟るに我が神洲たる所以は万世一系たる天皇陛下御統帥の下に挙国一体生成化育を遂げ遂に八紘一宇を完うするの国体に存す。此の国体の尊厳秀絶は天祖肇国神武建国より明治維新を経て益々体制を整へ今や方に万邦に向つて開顕進展を遂ぐべきの秋なり」とある。

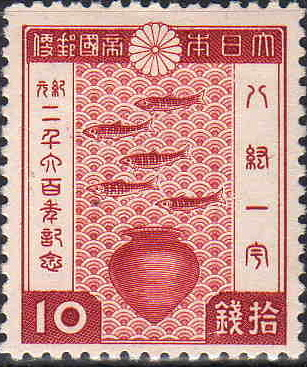
右側に「八紘一宇」の文字がある紀元2600年記念切手（1940年発行）

「八紘一宇」という表現を内閣として初めて使ったのは第一次近衛内閣であり、1937年（昭和12年）11月10日に内閣・内務省・文部省が国民精神総動員資料第4輯として発行した文部省作成パンフレット「八紘一宇の精神」であるとされる。1940年（昭和15年）には、第2次近衛内閣による基本国策要綱（閣議決定文書、7月26日）で、「皇国ノ国是ハ八紘ヲ一宇トスル肇国ノ大精神ニ基キ世界平和ノ確立ヲ招来スルコトヲ以テ根本トシ先ツ皇国ヲ核心トシ日満支ノ強固ナル結合ヲ根幹トスル大東亜ノ新秩序ヲ建設スルニ在リ」と表現し、大東亜共栄圏の建設と併せて言及された。同年9月27日には、日独伊三国同盟条約の締結を受けて下された詔書にて「大義ヲ八紘ニ宣揚シ坤輿ヲ一宇タラシムルハ実ニ皇祖皇宗ノ大訓ニシテ朕ガ夙夜眷々措カザル所ナリ」と言及されるに至った。

#### 第二次大戦中のスローガン
現在、日本の代表的な国語辞典において八紘一宇は「第二次大戦中、日本の海外侵略を正当化するスローガンとして用いられた」と説明されている。
第二次世界大戦での日本の降伏後、連合国軍最高司令官総司令部によるいわゆる神道指令により国家神道・軍国主義・過激な国家主義を連想させるとして、公文書における八紘一宇の語の使用が禁止された。

#### 清水芳太郎による研究
昭和初期に活躍したジャーナリストである清水芳太郎は、世界大恐慌の中、主要国がこぞってブロック経済の構築を進めていた国際情勢に対抗するために、八紘一宇の理念を提唱すべきであると主張した。清水はブロック経済の中で大国が行っていることは弱者に対する搾取であると批判した。そして日本は八紘一宇の精神を想起し、弱肉強食を前提とした搾取の構造に加わることなく、むしろ敵を拝んで仲間とし、平和を達成すべきであるとした。

#### 戦中における対ユダヤ人政策との関連
一方で、八紘一宇の考えがヨーロッパでの迫害から満州や日本に逃れてきたユダヤ人やポーランド人を救済する人道活動につながったとの評価がある。
当時の日本はナチス・ドイツをはじめとする同盟国の政策を取り入れず、独自のユダヤ人保護政策をとった。当時制定された「現下に於ける対猶太民族施策要領」及び「猶太人対策要綱」では、ユダヤ人についてあくまで受動的な立場をとること、そしてドイツをはじめとする欧州諸国には八紘一宇の精神等に立脚する理由を理解させる旨が記載されている。
新しい歴史教科書をつくる会元理事の上杉千年は、「八紘一宇の精神があるから軍も外務省もユダヤ人を助けた」とする見解を示している。

### 第二次大戦後

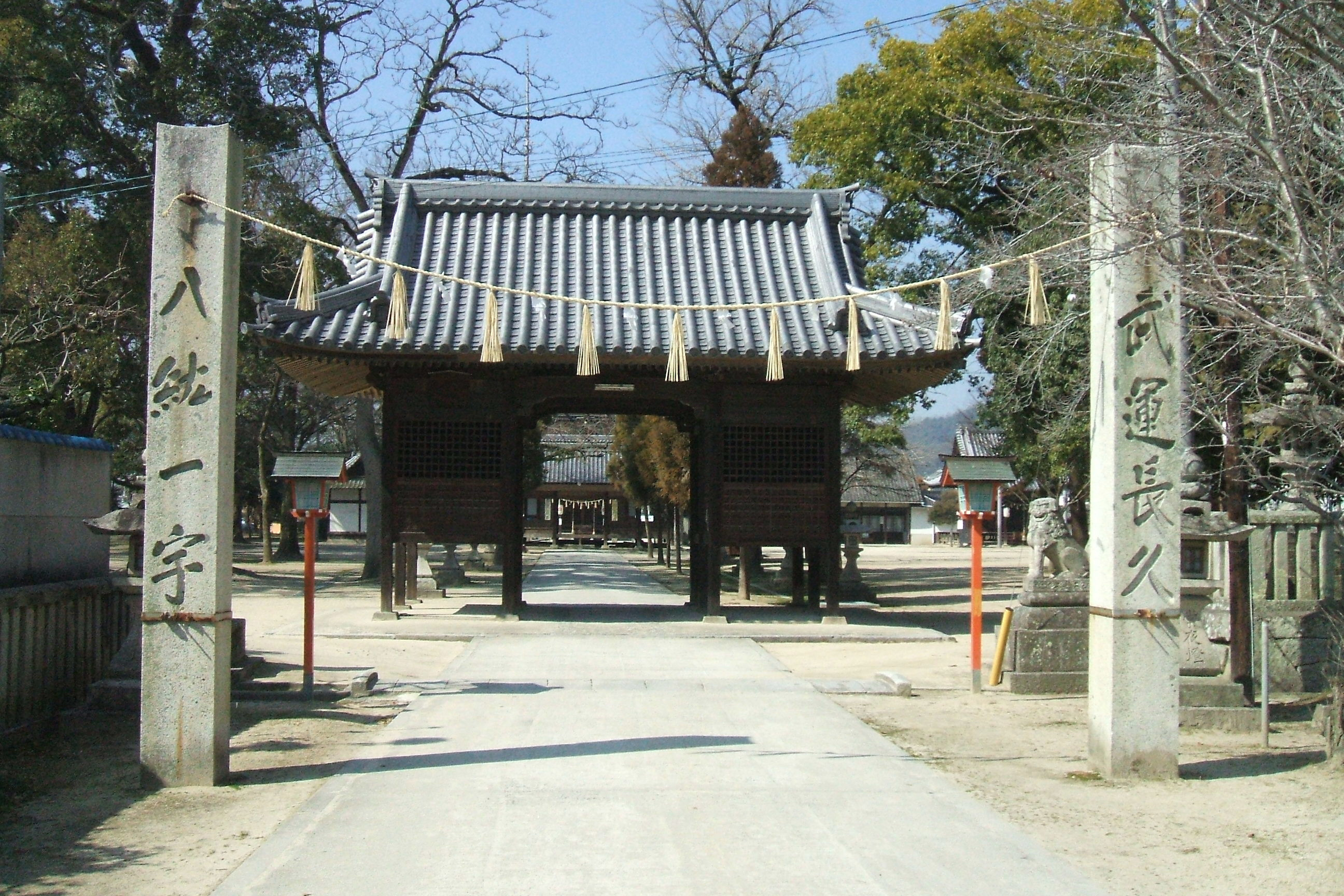
広島県福山市にある素盞嗚神社境内にある「八紘一宇」の文字を刻んだ石碑。戦時中多くの神社には、戦勝を願って「武運長久」とともに石碑を並立して奉納されていた

#### GHQによる使用禁止
戦後、1945年（昭和20年）12月22日に連合国軍最高司令官総司令部（GHQ）からいわゆる「神道指令」が発令された。同指令は、日本国民を解放するため、戦争犯罪、敗北、苦悩、困窮及び現在の悲惨な状態を招いた「イデオロギー」を即刻廃止するべきとし、「八紘一宇」の用語は国家神道、軍国主義、過激な国家主義と切り離すことができない言葉として「大東亜戦争」などとともに公文書での使用を禁じられた。
また「八紘一宇」をはじめとする「国家主義的イデオロギー」と結びついた用語を教育内容から除外することがGHQにより命令された。

#### 極東国際軍事裁判
1946年（昭和21年）より開廷された極東国際軍事裁判において、検察側意見では「八紘一宇の伝統的文意は道徳であるが、…一九三〇年に先立つ十年の間…これに続く幾年もの間、軍事侵略の諸手段は、八紘一宇と皇道の名のもとに、くりかえしくりかえし唱道され、これら二つの理念は、遂には武力による世界支配の象徴となった」としたが、東条英機の弁護人・清瀬一郎は『秘録・東京裁判』のなかで「八紘一宇は日本の固有の道徳であり、侵略思想ではない」との被告弁護側主張が判決で認定されたとしている。

### 戦後
「神道指令」発令以降、八紘一宇はマスコミから手のひら返しのごとく批判を浴びせられるようになった。
1957年（昭和32年）9月、文部大臣松永東は衆議院文教委員会で、「戦前は八紘一宇ということで、日本さえよければよい、よその国はどうなってもよい、よその国はつぶれた方がよいというくらいな考え方から出発しておったようであります」と発言した。1983年（昭和58年）1月衆議院本会議では、総理大臣中曽根康弘も「戦争前は八紘一宇ということで、日本は日本独自の地位を占めようという独善性を持った、日本だけが例外の国になり得ると思った、それが失敗のもとであった」と説明した。
政治評論家の佐高信は、政治家の加藤紘一について「加藤紘一の紘一は八紘一宇から取ったんですよ」と発言したことがある。
東京オリンピックのあった1964年（昭和39年）頃には、宮崎県の平和の塔（八紘一宇の塔）への聖火リレー起点招致を念頭に、「世界平和を謳うオリンピックの精神と『八紘一宇』は同義」である、とする意見が広がり始めた。

2015年3月16日、参議院予算委員会において参議院議員の三原じゅん子（自由民主党）が「八紘一宇」という言葉をとりあげ「日本が建国以来、大切にしてきた価値観である」と述べて物議を醸した。

## 用例

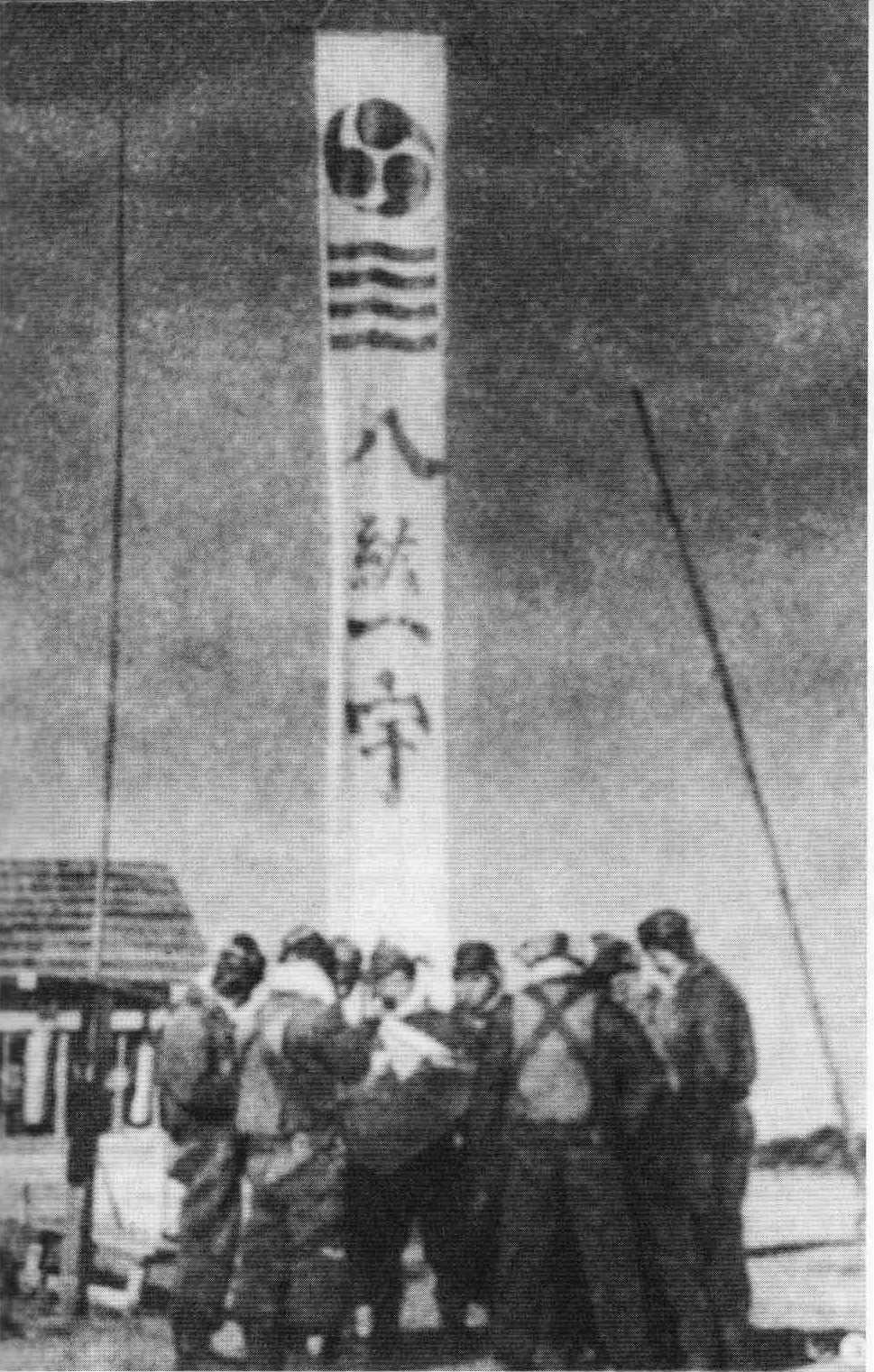
日本軍の航空基地に掲げられた「八紘一宇」の旗印。航空兵に対し「肇国の精神」実現のスローガンになっていた。

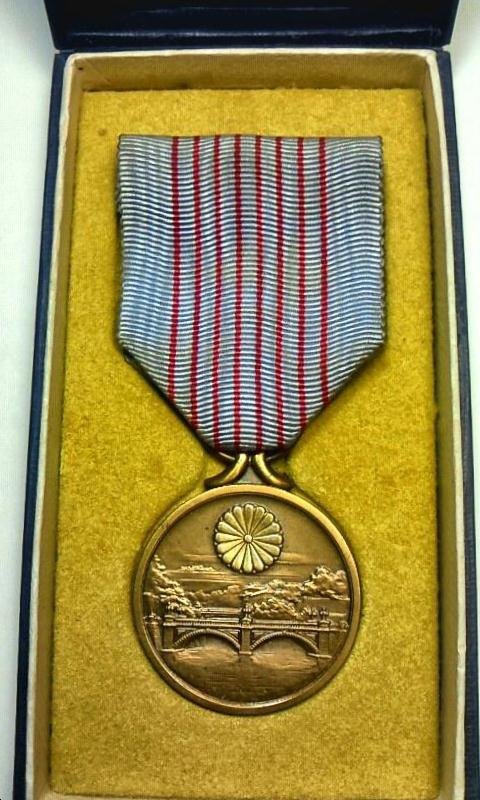
紀元二千六百年祝典記念章（表面）。空色地に紅色線が8本通った綬の配色は八紘一宇を表現したものとされる。

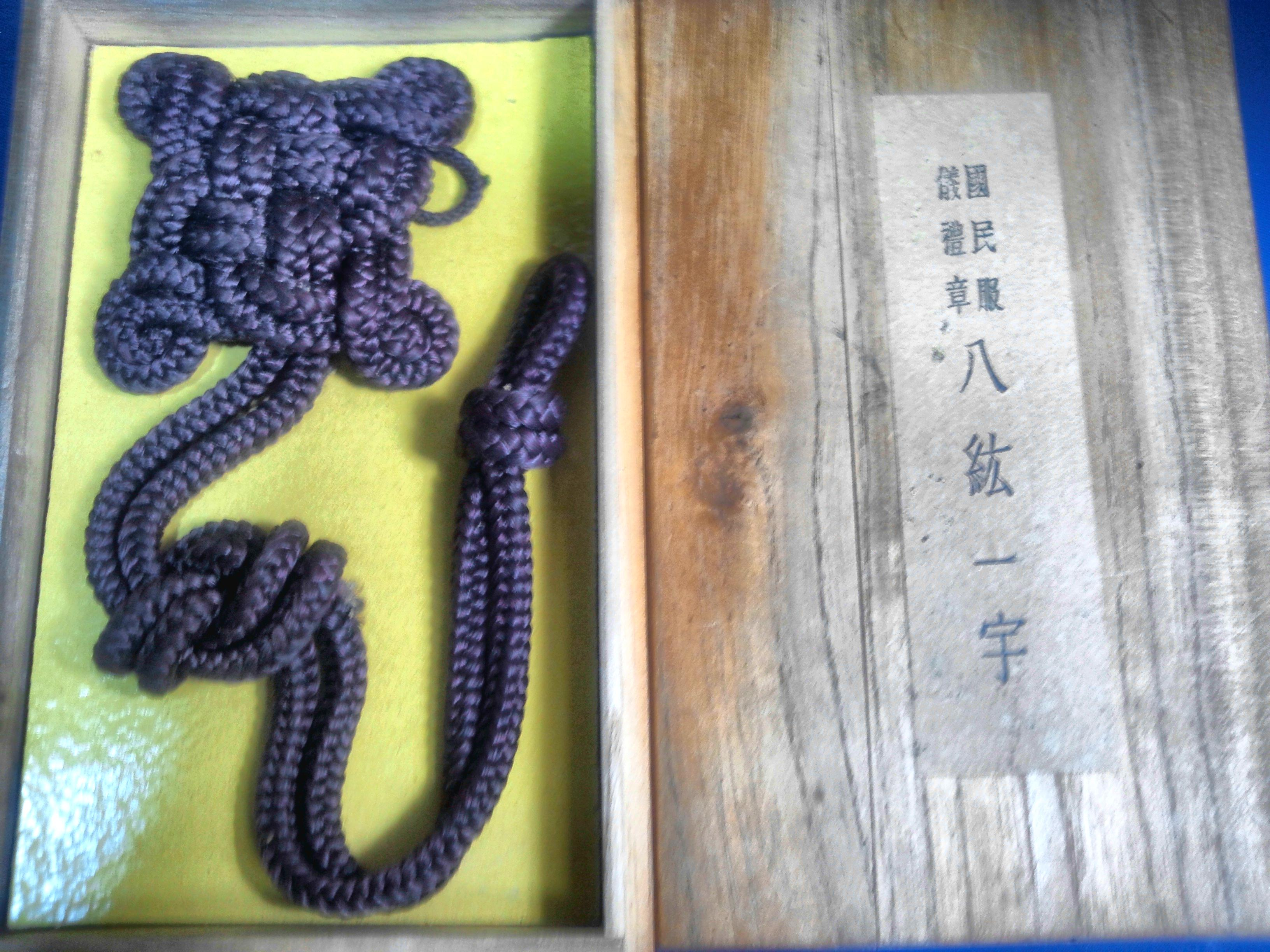
国民服儀礼章と箱。儀礼章の台座の四角形は八紘一宇を表しており箱には「八紘一宇」の文字が表記されている。

### 戦前
- 田中智學「日本国体の研究」（1922年（大正11年）初版）における『宣言　＝日本国体の研究を発表するに就いて＝』（初出：国柱会日刊紙『天業民報』、1920年（大正9年）11月3日）
天祖は之を授けて「天壌無窮」と訣し、国祖は之を伝へて「八紘一宇」と宣す、偉なる哉神謨、斯の文一たび地上に印してより、悠々二千六百載、廼（）君臣の形を以て、道の流行を彰施す、篤く情理を経緯し、具に道義を体現して、的々として人文の高標となれるものは、日本君民の儀表是也、乃神乃聖の天業、万世一系億兆一心の顕蹟、其の功宏遠、其の徳深厚、流れて文華の沢となり、凝りて忠孝の性となる、
体に従へば君民一体にして平等、用に従へば秩序截然として厳整、這の秩序の妙を以て、這の平等の真に契投す、其の文化は静にして輝あり、是の故に日本には階級あれども闘争なし、人或は階級を以て闘争の因と為す、然れども闘争は食に在て階級に関らず、日本が夙く世界に誨へたる階級は、平等の真価を保障し、人類を粛清せんが為に、武装せる真理の表式なり、吁、真の平等は正しき階級に存す、人生資治の妙、蓋斯に究る。
- 陸軍教育総監部「精神教育の参考（続其一）」（1928年（昭和3年））
積、重、養と云ふは総合的広大持続を意味する生成発展の思想である、静的状態より動的状態への展開である。
今や天業恢弘の気運に向へり、養正を主とし積慶、重暉を加へ以て八紘を掩ふて一宇と爲さむとし給へるもの即建国精神の第三なり。
- 陸軍省出版班「躍進日本と列強の重圧」（1934年（昭和9年）7月28日）
五、結言──危機突破対策
二、日本精神の宣布
列強の対日反感は、一面皇国の驚異的飛躍に基くと共に、皇国の真意に対する認識の欠如による事も大である。
皇国は肇国の始めより、厳として存する大理想たる、八紘一宇の精神により、排他的利己主義を排し、四海同胞、一家族的和親の実現によって、世界人類の発展と、恒久平和とを招来せんことを庶幾しつつあるものである。
彼のチモシイ・オコンロイの「皇道なる名称は、世界支配の大野心をカムフラージュせんが為め与えたるものである」と謂う如きは、全く我が真意を認識せざるもので、斯る蒙を啓く為め、日本精神を世界に向って宣布することが喫緊である。
- 関東軍参謀部第二課「関東軍軍歌」（1936年3月10日）
5番
旭日の下見よ瑞気
八紘一宇共栄の
大道ここに拓かれて
燦々たりや大陵威
皇軍の華関東軍
- 国際反共連盟「国際反共連盟設立趣意書」
帝国現前の諸政は、一切の活動力を共産主義絶滅の一事に集中せざるべからず。若し夫れ此の大旆を掲げて滅共産の下に内外を振粛し来たらんか、義を愛し、正を好むの日本国民にして、誰が砂上に偶語する者あらんや。如是にして内に既に基礎を置くこと堅固ならんか、大小の国家又我大義のあるところを涼となし、喜んで防共の目的を一にせんとするに至るや疑ふべからず。是れ真にまつろはぬものを伐ち平げて八紘一宇の大理想を顕揚するものと謂ふべき也。
- 内閣情報部「愛国行進曲」（1937年12月）
2番
起て一系の大君を
光と永久に頂きて
臣民我等皆共に
御稜威に副はむ大使命
往け八紘を宇[注 8]となし
四海の人を導きて
正しき平和打ち立てむ
理想は花と咲き薫る
- 基本国策要綱（1940年（昭和15年）7月26日）第2次近衛内閣によって閣議決定された政策方針
「皇国ノ国是ハ八紘ヲ一宇トスル肇国ノ大精神ニ基キ世界平和ノ確立ヲ招来スルコトヲ以テ根本トシ先ツ皇国ヲ核心トシ日満支ノ強固ナル結合ヲ根幹トスル大東亜ノ新秩序ヲ建設スルニ在リ」
- 日独伊三国軍事同盟締結における詔書（1940年（昭和15年）9月27日）
「大義ヲ八紘ニ宣揚シ坤輿ヲ一宇タラシムルハ実ニ皇祖皇宗ノ大訓ニシテ朕ガ夙夜眷々措カザル所ナリ･･･惟フニ万邦ヲシテ各〻其ノ所ヲ得シメ兆民ヲシテ悉ク其ノ堵ニ安ンゼシムルハ曠古ノ大業ニシテ前途甚ダ遼遠ナリ爾臣民益〻国体ノ観念ヲ明徴ニシ深ク謀リ遠ク慮リ協心戮力非常ノ時局ヲ克服シ以テ天壌無窮ノ皇運ヲ扶翼セヨ」
- 東条英機「大詔を拝し奉りて」（1941年12月8日のラジオ演説）
「八紘を宇と為す皇謨の下に、此の尽忠報国の大精神ある限り、英米と雖も何等惧るるに足らないのであります」
- 『我言霊』（控訴審公判調書第7回 1941年（昭和16年）1月23日）
我国ニ於テハ第一豊葦原ノ千五百秋ノ瑞穂ノ国ハコレ吾子孫の王タルベキ地ナリ云々ト云フ天祖ノ御神勅、第二、神武天皇ノ八紘一宇ノ御勅語、第三、和気清麿ノ奏上シタ我国ハ開闢以来君臣ノ分定マレリ、云々ノ御神示、之ヲ我国ノ三大言霊ト云フノデアリマス
- 石原莞爾（軍事思想家）『最終戦争論・戦争史大観』
「昭和十三年十二月二六日の第七十四回帝国議会開院式の勅語には「東亜ノ新秩序ヲ建設シテ」と仰せられた。更にわれらは数十年後に近迫し来たった最終戦争が、世界の維新即ち八紘一宇への関門突破であると信ずる」
「日本主義が勃興し、日本の国体の神聖が強調される今日、未だに真に八紘一宇の大理想を信仰し得ないものが少なくないのは誠に痛嘆に堪えない」
- 鈴木安蔵（マルクス主義憲法学者）『政治・文化の新理念』p. 44, 119 利根書房
今日占領しつつある諸地方に限らず、今後、全東亜は言うまでもなく、八紘為宇の大理想が今や単なる目標ではなくして、その実現の前夜にある…
東亜共栄圏と言い、八紘為宇と言うのは、わが指導権の範囲が一億同胞にとどまらず、全東亜、いな全世界におよぼすべき目標と使命と有する…
- 中村哲「民族戦争と強力政治」『改造』p. 66 昭和17年2月号
八紘為宇の精神が世界史の現段階において、いかに四隣に光被さるべきかの軌道を示し、東洋諸民族をして各々その所を得しむる偉大な国家的悲願の具体的発顕である
- 平野義太郎（マルクス主義法学者）『民族政治学理論』p. 259 日本評論社 1943年（昭和18年）9月
八紘一宇の東亜政治の理想をその内在的な理念とする戦争論が樹立されねばならない
- 蓑田胸喜（反共思想家）「学術維新」（1941年（昭和16年））
肇国の始めより『いつくしみ』『八紘為宇』の人道的精神を含蓄する日本精神は其世界文化史的使命に於いて、単に欧州的地方文化に制約された『民族主義だけの民族主義』を原理としてチェコ合併やポーランド分割の如きによって、直ちにその『一民族・一国家・一指導者』の国家原理に思想的破綻を来す如きナチス精神とは比倫を絶するものである。個人が人倫道徳に於いて超個人性を具現すべきが如く、民族国家も亦その思想精神に超民族性超国家性を含蓄啓示せねばならぬ。(p. 748)
- 四王天延孝（反ユ思想家）「ユダヤ思想及運動」（1941年）
次は八紘一宇の大理想を以て進むべき大日本帝国は宜しく清濁合せ呑むの慨を以てユダヤ人をも包容し、之を愛撫して皇化に浴せしむべきだ、基督教徒や回教徒と、ユダヤ人との在来の対立の如きは日本の徳により解消させ得べきである。日本自らがユダヤ人に対抗するが如きは自らを小さくするものであると云ふ風な議論であって、堂々たるものである。議論としては宜しいが、実際に於て日本の経済も、政治も、道徳も、思想も、教育も既に大部ユダヤ思想にむしばまれ穴があいてゐる。之を今修繕して何でも来いと云へる迄は暫くこの大風呂敷へ余り多くの物、殊にトゲのあるものや発火の虞ある品物など詰め込まない方が宜しい。前章に述べたベロックの対策にある異物除去を吸収や同化で行ふと云ふのであるが胃腸が不健全の場合には六ヶ敷い、ことによると胃潰瘍の素地がもう出来てゐるかも知れない。
尚八紘一宇の大理想と云ふても、善も悪も皆共に抱擁すると云ふのではなく、荒振るものがあれば之を掃ってしまふことも八紘一宇の大理想に近く方法である。この頃八紘一宇と云ふ言葉が少し使ひ過ぎられる傾きがある。(p. 356-357)
- 松本誠「第四回全鮮金融組合理事協議会開会の辭」 ─ 朝鮮金融組合連合会『第八回金融組合年鑑』（1941年（昭和16年））より
諸君以上は我が金融組合が現下並に今後邁進すべき使命と目標に付てその大要に触れたのでありますが之を要するに今や世界史的一大転換期に当りまして
我が肇国の大精神たる八紘一宇の大理想を顯現いたしますが為には国民生活の領域に立って之が指導を担当するわが金融組合の如きは最も真剣に其の指導理念の把握をなすの要ありとするのがその第一であります。
就中半島刻下の要求たる皇国精神の徹底に協力して内鮮一体の理想達成を期すると云ふ事はその第二であります。
- 宮城長五郎（裁判官、検察官、政治家）「法律善と法律悪」（1941年）
我が日本は八紘一宇の肇国精神を具現実行すべく、敢然として立ち上って居るのでありますが、各国は皆夫々目指す処を異にして居るのであります。即ちドイツ、イタリア両国が人的全体主義国家であり、ロシアが共産的全体主義国家の建設を目賭してゐるのであるが、我が皇国は外国の国家建設を模倣する事なく、日本は日本独自の立場に立って、「八紘一宇」の精神を如何に具現すべきかを考へねばならぬのであります。
- 宮本武之輔（技術者、企画院次長）「大陸建設の課題」内「興亜日本の技術者に望む」（1941年12月。初出：1940年1月）
東亜の共同防衛、帝国主義的支配機構の廃絶、アジア的共同体制の樹立と新東方文化の昂揚を以て、その根本性格とする東亜新秩序建設は、東亜両民族の醇化統一による福利増進と共栄確保とを目的とする。従って東亜新秩序と東亜国防国家とは一にして二ならず、征服精神、侵略精神を含まず、八紘一宇の世界観に立脚して『しらす』ことを以て本質とする、わが国体の大義を恢弘することを指導原理とする。東亜国防国家は実に日満支善隣連環の東亜新秩序の上に構成せられなければならない。この故に東亜新秩序を目標とする経済ブロック建設と文化建設とは、アジア的共同体制における自給自足経済の確立と、東洋古来の精神文化と西洋近代の物質文化とを融合した東亜の新文化の創造を目標としなければならない。それが東亜国防国家の緊急の要請だからである。
- 市丸利之助（軍人）「ルーズベルトニ与フル書」（1945年）
畏クモ日本天皇ハ、皇祖皇宗建国ノ大詔ニ明ナル如ク、養正（正義）、重暉（明智）、積慶（仁慈）ヲ三綱トスル、八紘一宇ノ文字ニヨリ表現セラルル皇謨ニ基キ、地球上ノアラユル人類ハ其ノ分ニ従ヒ、其ノ郷土ニ於テ、ソノ生ヲ享有セシメ、以テ恒久的世界平和ノ確立ヲ唯一念願トセラルルニ外ナラズ。
之、曾テハ「四方の海 皆はらからと思ふ世に など波風の立ちさわぐらむ」ナル明治天皇ノ御製（日露戦争中御製）ハ、貴下ノ叔父「テオドル・ルーズベルト」閣下ノ感嘆ヲ惹キタル所ニシテ、貴下モ亦、熟知ノ事実ナルベシ。

#### 諸外国による用例
アメリカは自国民に対し、映画で以て八紘一宇を以下のようにプロパガンダしようとしたが、公開前に終戦し戦争中に公開されることは無かった。
- アメリカ合衆国旧陸軍省依頼「Know Your Enemy: Japan」
It is called as "Hakkō Ichiu". It became national ambition of Japan.
[...]
"Hakkō Ichiu" is coming true. Japs couldn't seem to make mistakes. [...]
In 1927, one of them, baron Gīchi Tanaka made out a secret modern blueprint to archive this mad gree and handled it to the emperor. It is called a Tanaka Memorial, Japan's Mein Kampf.

### 戦後
- 坂口安吾『安吾巷談-野坂中尉と中西伍長-』　1950年（昭和25年）文藝春秋第3号
「私は日本映画社というところの嘱託をしていたが、そこの人たちは、軍人よりも好戦的で、八紘一宇的だとしか思われなかった。ところが、敗戦と同時に、サッと共産党的に塗り変ったハシリの一つがこの会社だから、笑わせるのである。今日出海を殴った新聞記者も、案外、今ごろは共産党かも知れないが、それはそれでいいだろうと私は思う。我々庶民が時流に動くのは自然で、いつまでも八紘一宇の方がどうかしている。八紘一宇というバカげた神話にくらべれば、マルクス・レーニン主義がズッと理にかなっているのは当然で、こういう素朴な転向の素地も軍部がつくっておいたようなものだ。シベリヤで、八紘一宇のバカ話から、マルクス・レーニン主義へすり替った彼らは、むしろ素直だと云っていゝだろう」
- 宮本百合子『平和への荷役』　1948年（昭和23年）婦人公論7月号
「一億一心」「滅私奉公」「八紘一宇」のスローガンを、かりにも批判し分析する者は非国民とされ国賊とされ、赤とされた。そして、治安維持法と戦時特別取締法により取締りの対象となった。
- 橿原神宮（神武天皇を祭神とする神社）『橿原神宮について』
「神武天皇の「八紘一宇」の御勅令の真の意味は、天地四方八方の果てにいたるまで、この地球上に生存する全ての民族が、あたかも一軒の家に住むように仲良く暮らすこと、つまり世界平和の理想を掲げたものなのです。昭和天皇が歌に「天地の神にぞいのる朝なぎの海のごとくに波たたぬ世を」とお詠みになっていますが、この御心も「八紘一宇」の精神であります」

## 八紘一宇の塔

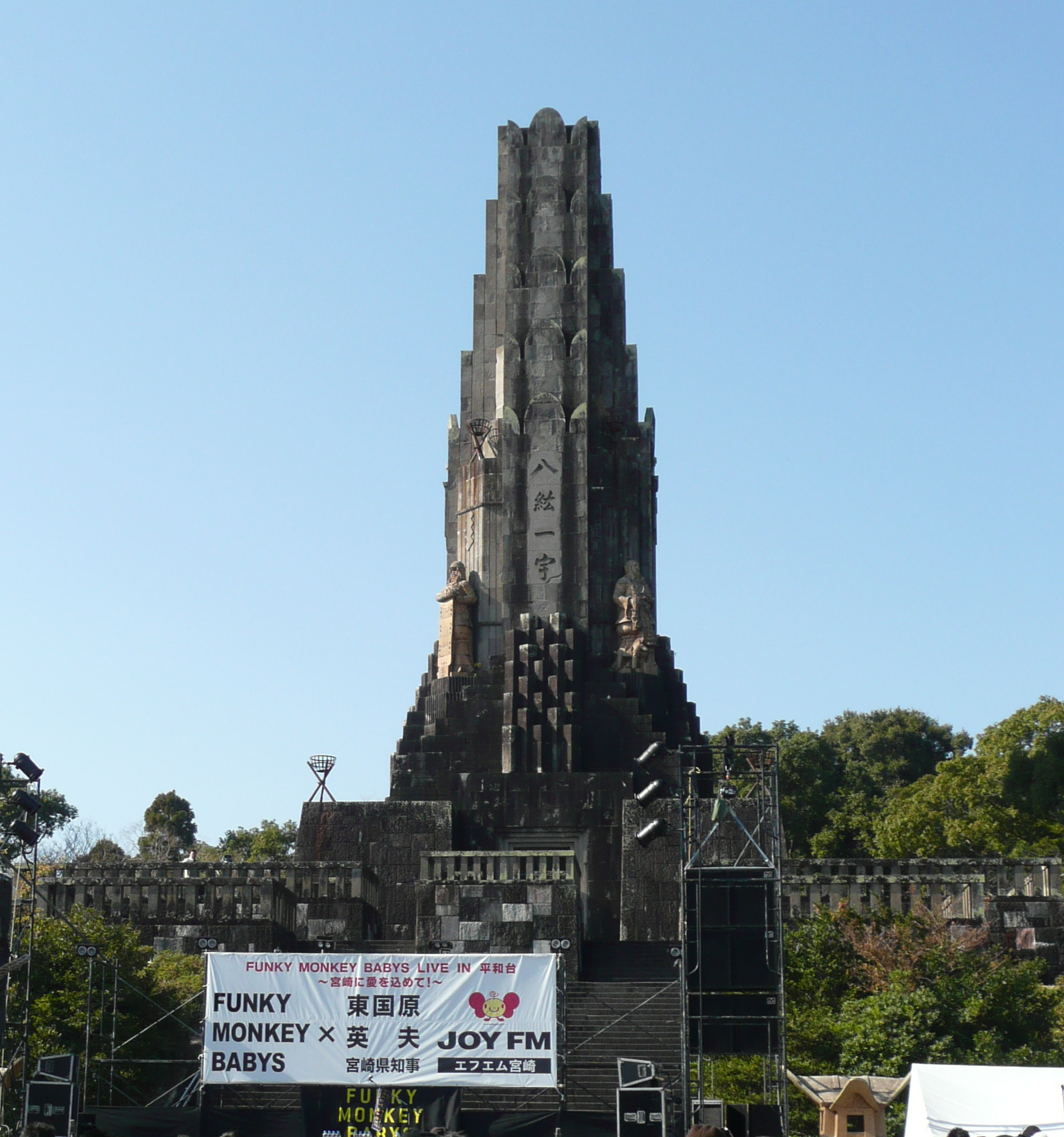
平和の塔の現状（2007年）

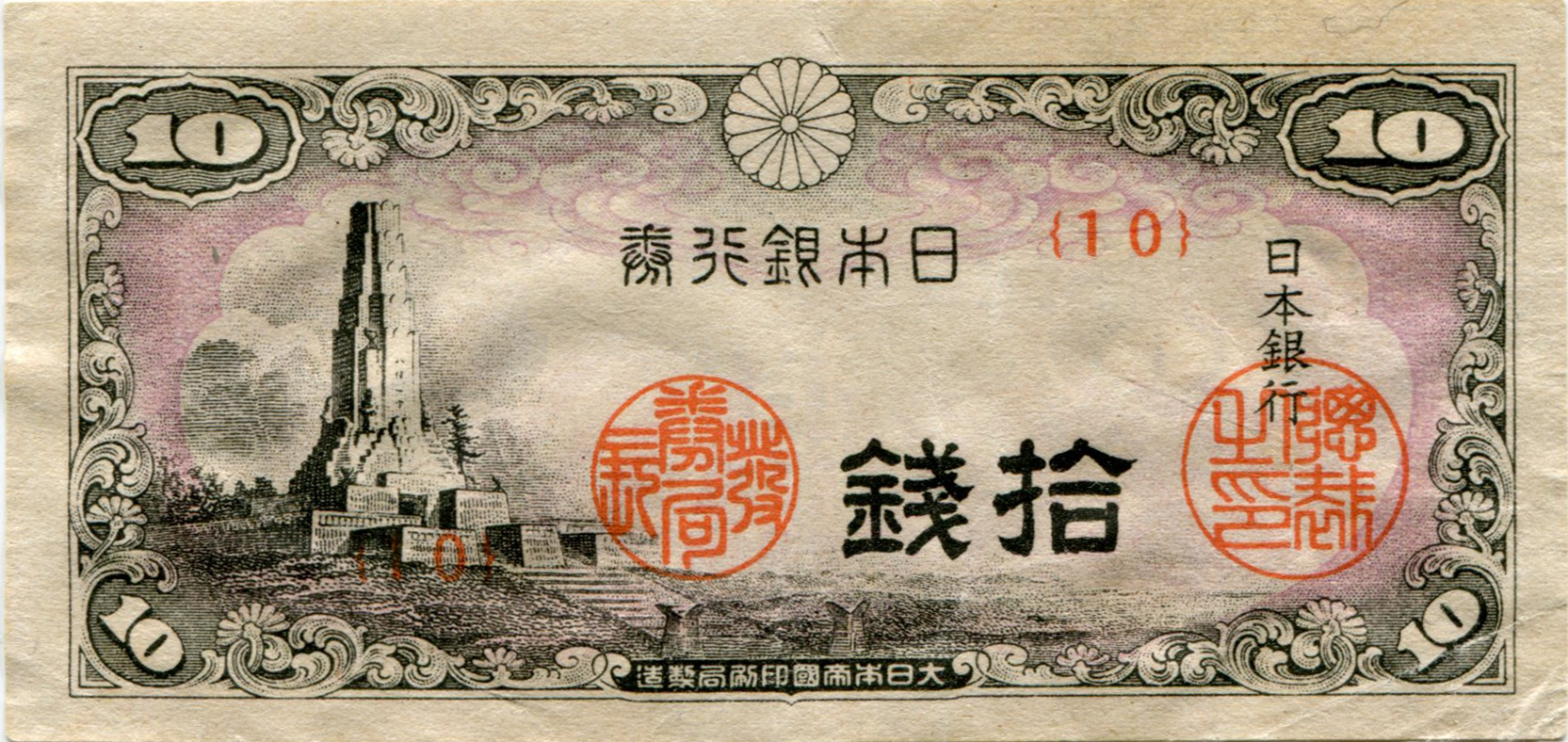
昭和19年発行の十銭紙幣の表側。八紘一宇塔が描かれている。

宮崎県宮崎市の中心部北西の高台、宮崎県立平和台公園（戦前は「八紘台」と呼ばれていた）にある塔。かつての正式名称は「八紘之基柱（あめつちのもとはしら）」。設計は、彫刻家の日名子実三。現在は「平和の塔」と称されている。
神武天皇が大和に東征するまでの皇居と伝えられる皇宮屋（こぐや）の北の丘に1940年（昭和15年）、紀元二千六百年記念行事の一つとして建造された。
高さ36 m、塔の四隅には和御魂（にぎみたま）・幸御魂（さちみたま）・奇御魂（くしみたま）・荒御魂（あらみたま）の四つの信楽焼の像、正面中央に秩父宮雍仁親王の書による「八紘一宇」の文字が刻まれている。内部には神武東征などを記した石膏レリーフがあるが非公開。第二次世界大戦敗戦後に「八紘一宇」の文字と荒御魂像（武人を象徴）は一旦削られたが、荒御魂像像は1962年（昭和37年）、「八紘一宇」の文字は1965年（昭和40年）に復元された。この復元運動の中心となったのは、県の観光協会会長を務めていた岩切章太郎（宮崎交通社長）だった。